# Ciro Pollini
Ciro Pollini (ur. 27 stycznia 1782 w Alanya, zm. 1 lutego 1833 w Weronie) – włoski lekarz, nauczyciel, botanik i mykolog.
Ciro Pollini urodził się 27 stycznia 1782 roku w Alanya-Lomellin (obecnie Alanya) w Lombardii. Studiował na Wydziale Lekarskim Uniwersytetu w Pawii. W 1802 roku został lekarzem chiropraktyki, a rok później doktorem medycyny i filozofii. W 1805 roku został nauczycielem botaniki w liceum Brera w Mediolanie, a w 1807 w liceum w Weronie. W 1815 roku Pollini zrezygnował z pracy nauczycielskiej i znów podjął pracę jako lekarz. Studiował także chemię i geologię. Przez kilka lat pracował w redakcji pisma Biblioteca Italiana.
Jedną z najważniejszych książek Ciro Polliniego jest trzytomowe dzieło Flora veronensis (1822–1824). Każdy z tomów zawierał ponad 500 stron. Zgromadził liczący około 3 tysiące okazów zielnik, który obecnie znajduje się w Muzeum Historii Naturalnej w Weronie. Jego listy znajdują się w Ogrodzie Botanicznym w Genewie. Zmarł na atak serca w wieku 51 lat.
Przy nazwach naukowych utworzonych przez niego taksonów dodawane jest jego nazwisko Pollini.